# Asianellus
Genre
Asianellus est un genre d'araignées aranéomorphes de la famille des Salticidae.

## Distribution
Les espèces de ce genre se rencontrent en zone paléarctique.

## Liste des espèces
Selon World Spider Catalog (version 21.0, 14/07/2020) :
- Asianellus festivus (C. L. Koch, 1834)
- Asianellus kazakhstanicus Logunov & Hęciak, 1996
- Asianellus kuraicus Logunov & Marusik, 2000
- Asianellus ontchalaan Logunov & Hęciak, 1996
- Asianellus potanini (Schenkel, 1963)
- Asianellus yuzhongensis (Yang & Tang, 1996)

## Publication originale
- Logunov & Hęciak, 1996 : Asianellus, a new genus of the subfamily Aelurillinae (Araneae: Salticidae). Insect Systematics & Evolution, vol. 27, p. 103-117 (texte intégral).